# ياسين قاسمي
ياسين قاسمي هو لاعب كرة قدم مغربي من مواليد 3 يناير 1991، يلعب بمركز الهجوم. لعب مع نادي ألكويانو الإسباني خلال 2015 و 2016 لينتقل إلى نادي ميريدا. يلعب حاليًا في نادي مليلية.

## روابط خارجية
- ياسين قاسمي على موقع رابطة كرة القدم الفرنسية للمحترفين (الإنجليزية)
- ياسين قاسمي على موقع قاعدة بيانات كرة القدم.إي يو (الإنجليزية)
- ياسين قاسمي على موقع ليكيب (الفرنسية)
- ياسين قاسمي على موقع Soccerbase.com (لاعب) (الإنجليزية)
- ياسين قاسمي على موقع Soccerway.com (الإنجليزية)
- ياسين قاسمي على موقع عالم كرة القدم.نت (الإنجليزية)
- ياسين قاسمي على موقع كووورة
- "Yacine Qasmi". footballdatabase.eu. مؤرشف من الأصل في 2016-03-04.